# Orias
Orias, poznat i kao Oriax, prema demonologiji, pedeset i deveti duh Goecije s titulom markiza u paklu, koji vlada nad trideset legija. Ima lik lava sa zmijskim repom koji jaši na konju. U svojoj desnoj ruci drži dvije zmije. Podučava astrologiju i može preobražavati ljude, dati im dostojanstvo i utjehu. Pomaže pri izmirenju s prijateljima, ali i neprijateljima.